# Haswellia glauerti
Haswellia glauerti is een pissebed uit de familie Sphaeromatidae. De wetenschappelijke naam van de soort is voor het eerst geldig gepubliceerd in 1929 door Baker.